# Коптильная жидкость
Коптильная жидкость (коптильный препарат, разг. «жидкий дым») — ароматизатор в виде жидкости или сухого концентрата, предназначенный для имитации эффекта натурального копчения — вкуса, цвета, аромата и консервации путём обработки поверхности продукта или непосредственного добавления ароматизатора в продукт в процессе приготовления.

## Производство
Один из видов производства «жидкого дыма» основан на растворении в воде продуктов тления различных пород древесины.
Дым твердых лиственных пород древесины (ольха, яблоня, черёмуха, бук, осина) конденсируется. Конденсат разделяется на 3 фракции: растворимую в воде фракцию, нерастворимую твёрдую фракцию и нерастворимую жирную фракцию. Нерастворимые в воде фракции (зола, дёготь) удаляются. Затем конденсат проходит очистку, и из него удаляются различные вредные компоненты, например полициклические ароматические углеводороды (канцерогены). При этом получают так называемый первоначальный конденсат дыма и первоначальную фазу смолы, которые являются основой дымного аромата. Дальнейшая обработка происходит на физическом уровне и заключается в их извлечении, дистилляции, концентрации, поглощении или мембранном разделении, а также добавлении других ароматизаторов, растворителей (например спирт) и пищевых добавок. Затем полученный продукт «созревает», настаиваясь в бочках до готовности, после чего фильтруется и разливается в тару.

## Форма выпуска
Коптильные препараты выпускаются в виде сухого порошкообразного концентрата, жидкостей на водной, спиртовой или масляной основе в бутылках, спреях и аэрозольных баллончиках, а также в виде маринада на винно-фруктовой основе (сок граната, белое или красное сухое вино, сок лимона, уксус и т. д.) с добавлением специй.

## Химический состав
Как свидетельствуют эксперты, коптильные жидкости бывают разными по составу. Наиболее часто встречающиеся сочетания компонентов: от 11 до 92 процентов — вода, от 0,2 до 2,9 процента — фенолы, от 2,9 до 9,5 процента — кислоты, от 2,6 до 4,6 процента — карбонильные соединения.

## Использование
Коптильные жидкости используются в промышленном производстве мясных, рыбных продуктов, сала и некоторых сортов сыра как альтернатива традиционному процессу копчения. Он имеет ряд технологических преимуществ, так как не требует коптильной установки и позволяет сократить время получения готового продукта. Также используется для домашнего приготовления пищи.

### Безопасность
Так как в процессе изготовления (при соблюдении технологии) из раствора дыма удаляются зола, дёготь и значительно снижается концентрация смол и канцерогенов, то процесс копчения с помощью «жидкого дыма» теоретически может быть безопаснее, чем традиционное копчение открытым дымом.
Тем не менее Европейское агентство по безопасности продуктов питания изучает безопасность жидкого дыма как пищевой вкусовой добавки.

### Регламент использования дымных ароматизаторов
В странах ЕС применение дымных ароматизаторов допускается по «Регламенту (ЕС) № 2065/2003 Европейского парламента и Совета от 10 ноября 2003 года по дымным ароматизаторам, предназначенным для использования в пищу».